# Division 1 1995-96
La Division 1 1995-96 fue la 56.ª temporada del fútbol francés profesional. AJ Auxerre resultó campeón con 72 puntos, obteniendo el primer título de campeón de Francia de su historia.

## Equipos participantes
| Equipo              | Ciudad        | Estadio                 |
| ------------------- | ------------- | ----------------------- |
| AJ Auxerre          | Auxerre       | L'Abbé-Deschamps        |
| SC Bastia           | Bastia        | Armand Cesari           |
| FCG Bordeaux        | Burdeos       | Parc Lescure            |
| AS Cannes           | Cannes        | Pierre de Coubertin     |
| FC Gueugnon         | Gueugnon      | Jean Laville            |
| EA Guingamp         | Guingamp      | Stade du Roudourou      |
| Le Havre AC         | El Havre      | Jules Deschaseaux       |
| RC Lens             | Lens          | Félix Bollaert          |
| Lille OSC           | Lille         | Grimonprez Jooris       |
| Olympique de Lyon   | Lyon          | Gerland                 |
| FC Martigues        | Martigues     | Francis Turcan          |
| FC Metz             | Metz          | Saint-Symphorien        |
| AS Monaco FC        | Mónaco        | Luis II                 |
| Montpellier HSC     | Montpellier   | La Mosson               |
| FC Nantes           | Nantes        | La Beaujoire            |
| OGC Nice            | Niza          | Stade du Ray            |
| Paris Saint-Germain | París         | Parque de los Príncipes |
| Stade Rennes        | Rennes        | Route de Lorient        |
| AS Saint-Étienne    | Saint-Étienne | Geoffroy-Guichard       |
| RC Strasbourg       | Estrasburgo   | La Meinau               |

## Tabla de posiciones
| Pos. | Equipo              | Pts. | PJ | G  | E  | P  | GF | GC | Dif. | Clasificación                                 |
| ---- | ------------------- | ---- | -- | -- | -- | -- | -- | -- | ---- | --------------------------------------------- |
| 1    | Auxerre (C)         | 72   | 38 | 22 | 6  | 10 | 66 | 30 | +36  | Clasificado a la Liga de Campeones de la UEFA |
| 2    | Paris Saint-Germain | 68   | 38 | 19 | 11 | 8  | 65 | 36 | +29  | Clasificado a la Copa de la UEFA              |
| 3    | Monaco              | 68   | 38 | 19 | 11 | 8  | 64 | 39 | +25  | Clasificado a la Recopa de Europa             |
| 4    | Metz                | 65   | 38 | 18 | 11 | 9  | 42 | 30 | +12  | Clasificado a la Copa de la UEFA              |
| 5    | Lens                | 63   | 38 | 16 | 15 | 7  | 45 | 31 | +14  | Clasificado a la Copa de la UEFA              |
| 6    | Montpellier         | 60   | 38 | 17 | 9  | 12 | 51 | 40 | +11  | Clasificado a la Copa de la UEFA              |
| 7    | Nantes              | 55   | 38 | 14 | 13 | 11 | 44 | 42 | +2   | Clasificado a la Copa Intertoto de la UEFA    |
| 8    | Rennes              | 54   | 38 | 13 | 15 | 10 | 44 | 41 | +3   | Clasificado a la Copa Intertoto de la UEFA    |
| 9    | Strasbourg          | 54   | 38 | 14 | 12 | 12 | 46 | 44 | +2   | Clasificado a la Copa Intertoto de la UEFA    |
| 10   | Guingamp            | 53   | 38 | 13 | 14 | 11 | 34 | 33 | +1   | Clasificado a la Copa Intertoto de la UEFA    |
| 11   | Lyon                | 48   | 38 | 10 | 18 | 10 | 41 | 41 | 0    |                                               |
| 12   | Nice                | 45   | 38 | 12 | 9  | 17 | 37 | 44 | −7   |                                               |
| 13   | Le Havre            | 45   | 38 | 11 | 12 | 15 | 33 | 45 | −12  |                                               |
| 14   | Cannes              | 44   | 38 | 12 | 8  | 18 | 45 | 51 | −6   |                                               |
| 15   | Bastia              | 44   | 38 | 12 | 8  | 18 | 45 | 55 | −10  |                                               |
| 16   | Bordeaux            | 42   | 38 | 11 | 9  | 18 | 44 | 52 | −8   |                                               |
| 17   | Lille               | 39   | 38 | 9  | 12 | 17 | 27 | 50 | −23  |                                               |
| 18   | Gueugnon (D)        | 38   | 38 | 8  | 14 | 16 | 27 | 46 | −19  | Descenso a Division 2                         |
| 19   | Saint-Étienne (D)   | 34   | 38 | 6  | 16 | 16 | 36 | 59 | −23  | Descenso a Division 2                         |
| 20   | Martigues (D)       | 34   | 38 | 9  | 7  | 22 | 31 | 58 | −27  | Descenso a Division 2                         |

 Fuente: Ligue 1

## Resultados
| Local \ Visitante   | AUX | BAS | BOR | CAN | GUE | GUI | HAV | LEN | LIL | LYO | MAT | MET | MOC | MOT | NAT | NIC | PSG | REN | STE | STR |
| ------------------- | --- | --- | --- | --- | --- | --- | --- | --- | --- | --- | --- | --- | --- | --- | --- | --- | --- | --- | --- | --- |
| Auxerre             | —   | 3–0 | 2–0 | 5–1 | 4–0 | 1–2 | 1–0 | 0–1 | 1–2 | 2–0 | 4–0 | 0–0 | 1–2 | 1–0 | 2–1 | 2–1 | 3–0 | 2–1 | 2–0 | 1–0 |
| Bastia              | 1–1 | —   | 2–0 | 2–1 | 1–2 | 0–1 | 1–0 | 3–2 | 4–0 | 0–0 | 2–0 | 1–0 | 2–1 | 1–0 | 4–1 | 1–2 | 2–2 | 0–0 | 0–0 | 1–1 |
| Bordeaux            | 0–1 | 1–3 | —   | 2–1 | 3–1 | 2–0 | 3–1 | 0–0 | 1–0 | 1–1 | 1–1 | 4–0 | 2–4 | 3–0 | 3–0 | 4–1 | 2–2 | 0–0 | 2–0 | 1–1 |
| Cannes              | 0–1 | 1–0 | 1–1 | —   | 2–0 | 3–0 | 0–0 | 5–2 | 2–1 | 3–0 | 2–1 | 1–2 | 1–1 | 2–1 | 0–2 | 1–3 | 0–2 | 3–0 | 2–0 | 0–3 |
| Gueugnon            | 0–0 | 1–0 | 2–2 | 1–1 | —   | 2–2 | 0–1 | 0–1 | 3–1 | 0–0 | 0–0 | 0–0 | 2–2 | 0–2 | 0–1 | 1–0 | 1–3 | 1–0 | 1–0 | 0–1 |
| Guingamp            | 1–1 | 1–0 | 1–0 | 2–0 | 0–0 | —   | 2–2 | 1–0 | 0–1 | 1–0 | 2–0 | 0–0 | 0–0 | 0–0 | 3–1 | 0–0 | 0–0 | 0–0 | 3–0 | 3–0 |
| Le Havre            | 0–4 | 1–0 | 1–0 | 0–0 | 0–2 | 1–0 | —   | 1–1 | 4–1 | 2–1 | 1–0 | 0–0 | 2–1 | 2–2 | 0–1 | 0–0 | 1–1 | 0–0 | 2–2 | 2–0 |
| Lens                | 0–0 | 3–1 | 0–0 | 1–1 | 2–0 | 0–1 | 2–0 | —   | 1–1 | 2–2 | 1–0 | 2–0 | 2–1 | 2–1 | 2–1 | 0–0 | 3–1 | 1–0 | 3–0 | 0–0 |
| Lille               | 0–4 | 0–2 | 0–2 | 0–2 | 2–0 | 0–3 | 2–0 | 1–3 | —   | 2–1 | 0–0 | 0–0 | 0–0 | 1–1 | 0–0 | 1–0 | 0–0 | 0–0 | 1–1 | 2–0 |
| Lyon                | 0–1 | 1–1 | 1–0 | 1–0 | 0–0 | 1–1 | 3–2 | 0–0 | 1–1 | —   | 5–1 | 1–1 | 3–3 | 3–2 | 1–1 | 1–0 | 0–0 | 2–2 | 2–1 | 1–1 |
| Martigues           | 1–2 | 3–1 | 3–1 | 2–1 | 3–0 | 2–1 | 0–1 | 0–1 | 1–0 | 1–2 | —   | 0–1 | 0–4 | 0–1 | 0–4 | 0–0 | 2–4 | 1–2 | 1–1 | 2–0 |
| Metz                | 3–1 | 2–0 | 2–0 | 0–0 | 1–2 | 3–0 | 2–1 | 2–0 | 2–0 | 0–1 | 2–0 | —   | 0–3 | 1–0 | 0–0 | 4–0 | 0–3 | 0–0 | 1–2 | 3–2 |
| Monaco              | 2–2 | 0–0 | 2–0 | 1–0 | 0–0 | 1–0 | 2–1 | 1–1 | 2–1 | 0–2 | 0–1 | 0–1 | —   | 3–1 | 4–1 | 1–0 | 1–0 | 3–1 | 2–0 | 5–1 |
| Montpellier         | 3–1 | 4–3 | 3–0 | 3–1 | 2–2 | 2–1 | 2–0 | 0–0 | 0–0 | 2–1 | 2–0 | 1–2 | 0–0 | —   | 1–0 | 0–1 | 1–0 | 3–1 | 1–0 | 2–2 |
| Nantes              | 1–0 | 3–1 | 2–0 | 2–0 | 1–0 | 0–0 | 1–1 | 1–1 | 1–2 | 0–0 | 3–0 | 1–0 | 2–2 | 1–0 | —   | 1–0 | 1–2 | 2–2 | 2–2 | 2–0 |
| Nice                | 1–3 | 3–1 | 1–0 | 1–2 | 3–1 | 2–1 | 1–2 | 1–1 | 2–1 | 1–0 | 1–0 | 0–1 | 1–2 | 1–2 | 1–0 | —   | 1–2 | 0–0 | 2–0 | 2–2 |
| Paris Saint-Germain | 3–1 | 5–1 | 3–0 | 2–1 | 1–1 | 1–1 | 2–0 | 1–0 | 0–1 | 2–0 | 0–0 | 2–3 | 2–1 | 2–3 | 5–0 | 3–2 | —   | 1–1 | 4–0 | 2–0 |
| Rennes              | 2–1 | 2–0 | 4–3 | 3–2 | 2–1 | 3–0 | 1–0 | 2–1 | 3–1 | 1–0 | 1–3 | 0–0 | 2–3 | 1–1 | 2–2 | 1–0 | 0–1 | —   | 3–0 | 0–0 |
| Saint-Étienne       | 0–5 | 3–0 | 2–0 | 2–2 | 2–0 | 4–0 | 1–1 | 1–1 | 1–1 | 1–1 | 2–2 | 1–1 | 2–4 | 0–2 | 0–0 | 1–1 | 1–1 | 0–0 | —   | 2–0 |
| Strasbourg          | 1–0 | 4–3 | 3–0 | 1–0 | 0–0 | 0–0 | 3–0 | 1–2 | 2–0 | 2–2 | 2–0 | 1–2 | 2–0 | 1–0 | 1–1 | 1–1 | 1–0 | 3–1 | 3–1 | —   |

Promovidos de la Division 2, quienes jugarán en la Division 1 1996/97:
- - SM Caen : campeón de la Division 2
  - Olympique Marseille : segundo lugar
  - AS Nancy : tercer lugar

## Goleadores
| #  | Jugador                 | Nacionalidad                    | Club               | Goles |
| -- | ----------------------- | ------------------------------- | ------------------ | ----- |
| 1  | Sonny Anderson          | Brasil                          | AS Monaco          | 21    |
| 2  | Anto Drobnjak           | República Federal de Yugoslavia | SC Bastia          | 20    |
| 3  | Florian Maurice         | Francia                         | Olympique Lyonnais | 18    |
| 4  | Julio César Dely Valdés | Panamá                          | Paris SG           | 15    |
| 4  | Japhet N'Doram          | Chad                            | FC Nantes          | 15    |
| 4  | Sylvain Wiltord         | Francia                         | Stade Rennais      | 15    |
| 7  | Raí                     | Brasil                          | Paris SG           | 14    |
| 8  | Youri Djorkaeff         | Francia                         | Paris SG           | 13    |
| 8  | Corentin Martins        | Francia                         | AJ Auxerre         | 13    |
| 10 | James Debbah            | Liberia                         | OGC Nice           | 12    |
| 10 | Christophe Horlaville   | Francia                         | AS Cannes          | 12    |
| 10 | Lilian Laslandes        | Francia                         | AJ Auxerre         | 12    |
| 13 | Bruno Rodriguez         | Francia                         | SC Bastia          | 11    |
| 13 | Alain Caveglia          | Francia                         | Le Havre AC        | 11    |
| 13 | Robert Pirès            | Francia                         | FC Metz            | 11    |
| 13 | Cyrille Pouget          | Francia                         | FC Metz            | 11    |
| 13 | Fabien Lefèvre          | Francia                         | Montpellier HSC    | 11    |
| 13 | Christophe Sanchez      | Francia                         | Montpellier HSC    | 11    |
| 13 | Marco Grassi            | Suiza                           | Stade Rennais      | 11    |
| 20 | Bernard Diomède         | Francia                         | AJ Auxerre         | 9     |
| 20 | Lionel Rouxel           | Francia                         | EA Guingamp        | 9     |
| 20 | Tony Vairelles          | Francia                         | RC Lens            | 9     |
| 20 | Antoine Sibierski       | Francia                         | Lille OSC          | 9     |
| 20 | Samuel Ipoua            | Camerún                         | OGC Nice           | 9     |
| 20 | Aleksandr Mostovói      | Rusia                           | RC Strasbourg      | 9     |

## Promedio de espectadores
| Equipo              | Promedio |
| ------------------- | -------- |
| Paris Saint-Germain | 37,353   |
| Lens                | 25,492   |
| Nantes              | 24,474   |
| Lyon                | 22,251   |
| Metz                | 16,003   |
| Strasbourg          | 15,334   |
| Bordeaux            | 14,764   |
| Rennes              | 13,031   |
| Guingamp            | 11,495   |
| Auxerre             | 11,015   |
| Montpellier         | 9,929    |
| Le Havre            | 9,590    |
| Lille               | 8,676    |
| Monaco              | 6,307    |
| Nice                | 5,428    |
| Cannes              | 4,839    |
| Bastia              | 4,816    |